# مايك أتكينسون
مايك أتكينسون (2 ديسمبر 1994 في المملكة المتحدة - ) (بالإنجليزية: Mike Atkinson) هو لاعب كرة قدم بريطاني في مركزي الوسط والدفاع. لعب مع نادي يورك سيتي وFarsley Celtic F.C. ‏ وأكسفورد سيتي وNorthallerton Town F.C. ‏ وScarborough Athletic F.C. ‏.

## وصلات خارجية
- مايك أتكينسون على موقع قاعدة بيانات كرة القدم.إي يو (الإنجليزية)
- مايك أتكينسون على موقع ناشيونال فوتبول تيمز (الإنجليزية)
- مايك أتكينسون على موقع Soccerbase.com (لاعب) (الإنجليزية)
- مايك أتكينسون على موقع Soccerway.com (الإنجليزية)